# Église Sainte-Walburge de Walbourg
Pour les articles homonymes, voir Église Sainte-Walburge.
L'abbaye Sainte-Walburge, ancienne abbaye bénédictine, est située à Walbourg, dans le département du Bas-Rhin, en région Alsace.

## Histoire
L'abbaye Sainte-Walburge a donné son nom au village. Elle a peut-être été fondée par le comte Thierry de Montbéliard en 1074, qui possédait de nombreux biens dans la forêt de Haguenau, appelée la « Forêt sainte » parce qu'elle avait accueilli un grand nombre d'anachorètes et plusieurs abbayes dans son ban (Surbourg, Kœnigsbrück, Sainte-Walpurge, Neubourg...). Il aurait permis à deux moines d'y établir une celle consacrée à saint Philippe, à saint Jacques et à sainte Walburge.
Cette dédicace à sainte Walburge a fait supposer que ces moines venaient de Bavière, plus précisément d'Eichstätt où se trouvent les reliques de la sainte depuis le IXe siècle. D'autres font remonter cette fondation à Frédéric de Staufen et au comte Pierre de Lutzelbourg, qui offrent l'abbaye au Saint-Siège. L'abbaye a recueilli de nombreuses donations de la part de la famille de Hohenstaufen et obtenu leur protection. On peut remarquer que l'évêque de Strasbourg entre 1082 et 1100 est Otton de la famille de Hohenstaufen et qu'il a dû aider à la fondation de l'abbaye qui se trouvait dans son diocèse.
Une bulle du pape Pascal II a confirmé, en 1002, les dispositions prises en faveur du monastère.
L'empereur Henri V a accordé de nombreux privilèges en 1106 à l'abbaye.
Une charte de l'évêque de Strasbourg, Gebhard, de 1133, récapitule toutes les donations faites avant lui à cette abbaye bénédictine.
Frédéric le Borgne, duc de Souabe, frère de l'empereur Conrad III et père de Frédéric Barberousse, a demandé à être enterré à Sainte-Walburge en 1147, également lieu de sépulture de sa première femme, Judith de Bavière.
L'abbaye a prospéré au XIIe et XIIIe siècles. Une charte impériale de Frédéric Barberousse datée de 1159 confirme les privilèges déjà accordés à l'abbaye et indique que son père a été enterré dans l'abbaye. Des biens considérables sont donnés par l'empereur à l'abbaye.
Mais sa situation se détériore au cours du XIVe siècle. En 1349, une lettre d'indulgence est signée par dix-sept évêques, accordant une rémission de quarante jours de pénitence aux pèlerins qui assisteront au service de l'église.
La situation du monastère se redresse pendant l'abbatiat de Sigmund Krieg, à partir de 1415, et est complètement rétablie par son successeur, Burkhard von Müllenheim, entre 1430 et 1479.
Une bulle est signée par le pape Alexandre VI en 1497.

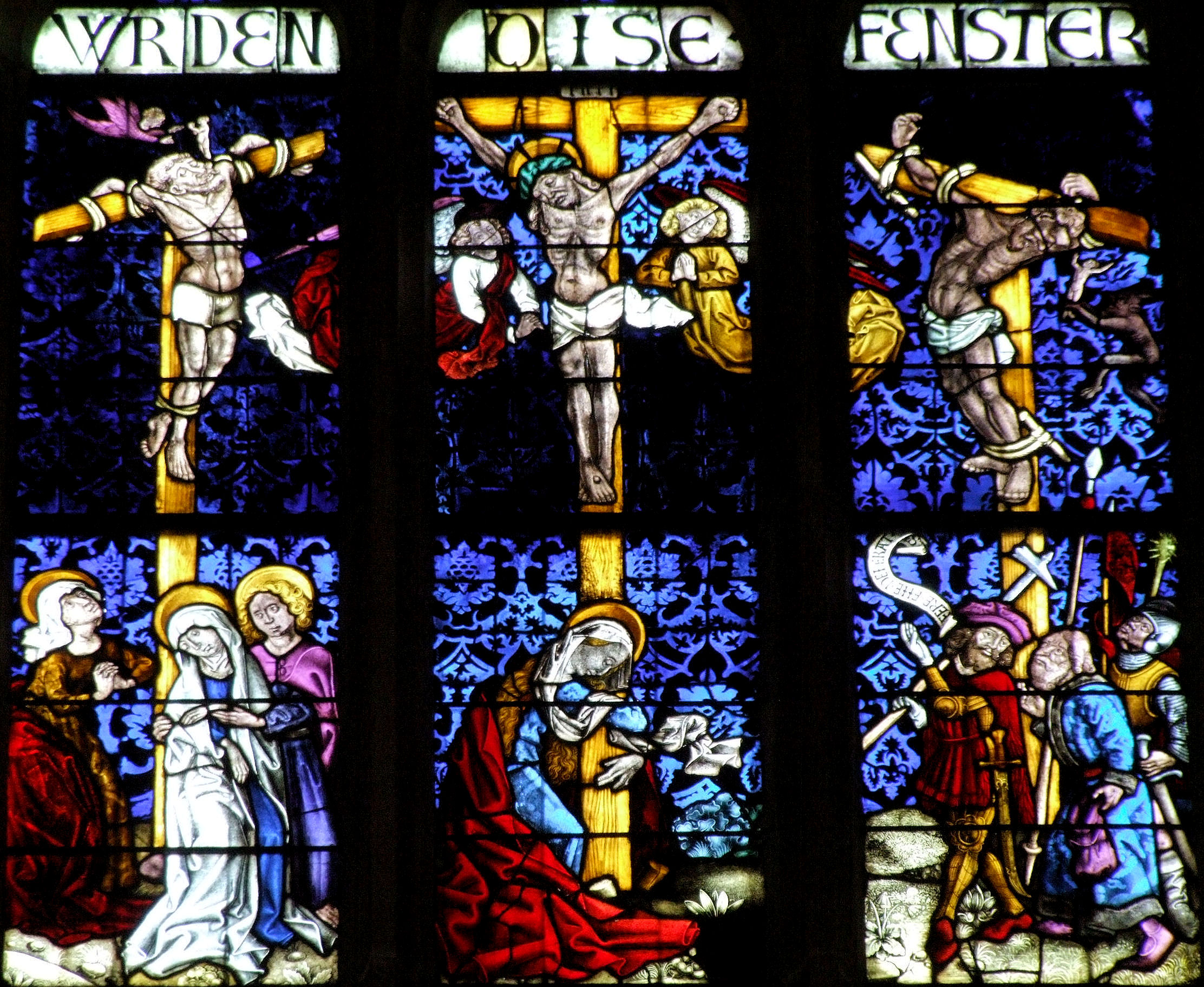
Église Sainte-Walburge - Vitrail de la Crucifixion.

L'église abbatiale Sainte-Walburge  est entièrement reconstruite par l'abbé Burkhard von Müllenheim. L'église consacrée à sainte Walburge est connue par une remarquable collection de vitraux du XVe siècle réalisés après sa reconstruction, entreprise entre 1456 et 1462 (dates figurant sur l'arc triomphal) et dédicacée en 1465.
Dans l'abside se trouvent trois vitraux sur lesquels se trouvent l'inscription "M.CCCC.LXI JOR. WRDEN DISE FENSTER . GEMACHT IN DISEN KOR" (l'an 1461 on fit ces vitraux pour le chœur). Ces vitraux ont été financés par le frère de l'abbé qui est représenté en donateur sur un vitrail, ainsi que le blason de la famille de Müllenheim.
Burkhard von Müllenheim appartenait probablement à la branche des Müllenheim-Bischof. Son père serait Burkhard von Müllenheim qui était Stettmeister de Strasbourg en 1422. On connaît un Burkhard von Müllenheim, mort vers 1302, qui a été un banquier de Rodolphe IV de Habsbourg. Des membres de la famille de Müllenheim sont implantés à Haguenau. Un Burkhard von Müllenheim est Schultheiss de 
Haguenau.
La guerre des Paysans allemands de 1525 a entraîné des dégâts importants dans les possessions de l'abbaye mais sans toucher le sanctuaire.
En 1544, l'abbaye de Sainte-Walpurge est incorporée au chapitre de la collégiale Saint-Pierre-et-Saint-Paul de Wissembourg. L'année suivante, le prévôt de Wissembourg meurt à l'abbaye de Sainte-Walpurge.
En 1684, le conseil souverain d'Alsace a révoqué l'incorporation de l'abbaye de Sainte-Walpurge au chapitre de la collégiale de Wissembourg et a chargé l'évêque de Strasbourg de la réunir au séminaire épiscopal.
Entre 1841 et 1844, la Fabrique de l'église envisage de vendre les vitraux pour payer la restauration de l'église. Avant 1841, des restes de vitraux des verrières du chœur et de la nef ont été regroupés dans deux fenêtres latérales du chœur.
En 1862, les peintures des Apôtres et des Pères de l'Église, datant de 1465, se trouvant dans le chœur sont dégagées et restaurées. Cette même année, les vitraux sont classés au titre des monuments historiques. Peu après, en 1863, Société pour la Conservation des Monuments Historiques fit replacer dans le chœur le tour eucharistique, réalisé vers 1510, qui se trouvait dans le parc des Saglio, propriétaires de l'ancienne abbaye. La réalisation des statues manquantes a été confiée au sculpteur Eugène Dock. La restauration a été terminée après 1867. L'église est finalement classée monument historique en totalité en 1898.

## Architecture

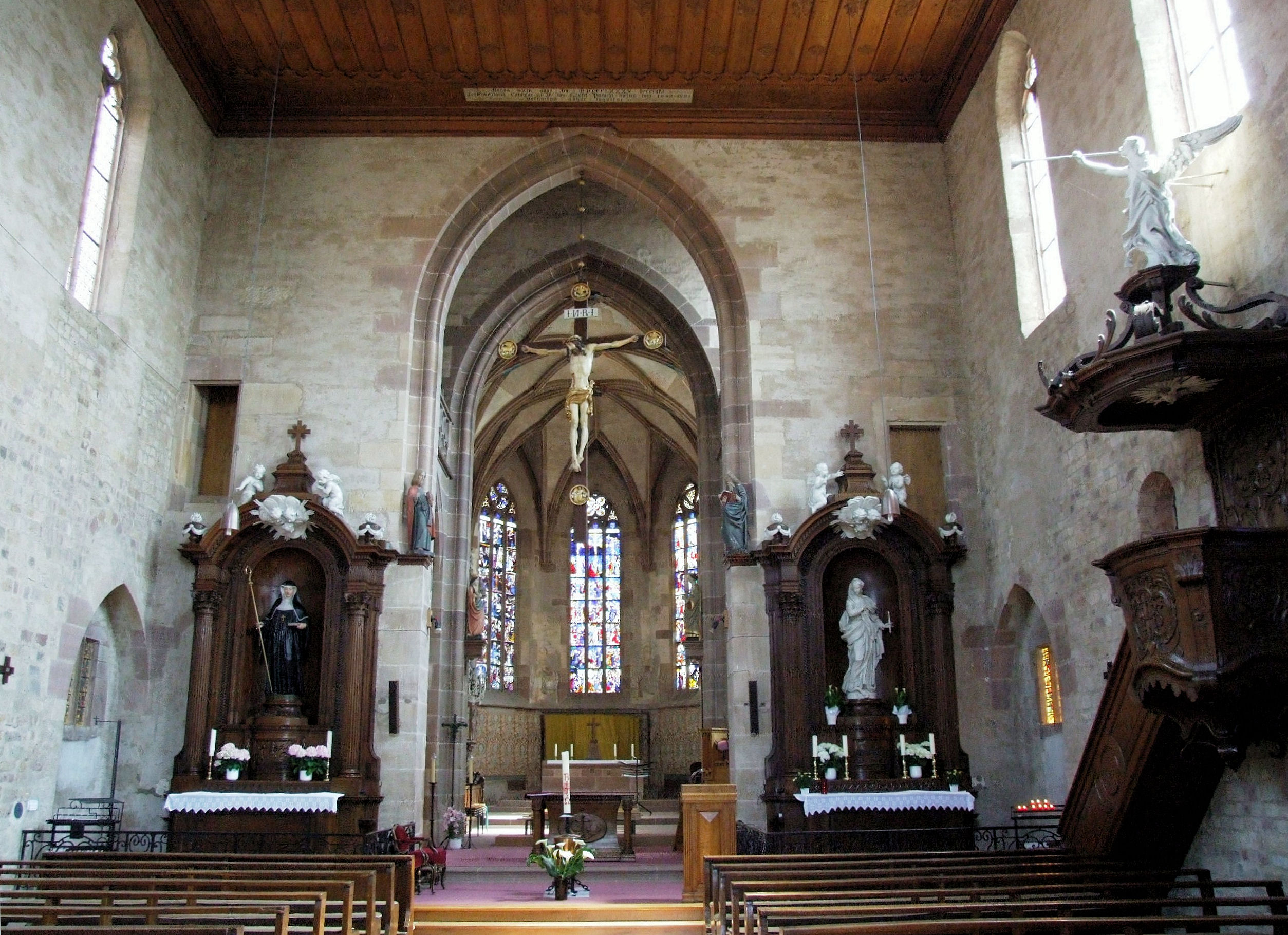
Intérieur : Nef et chœur.

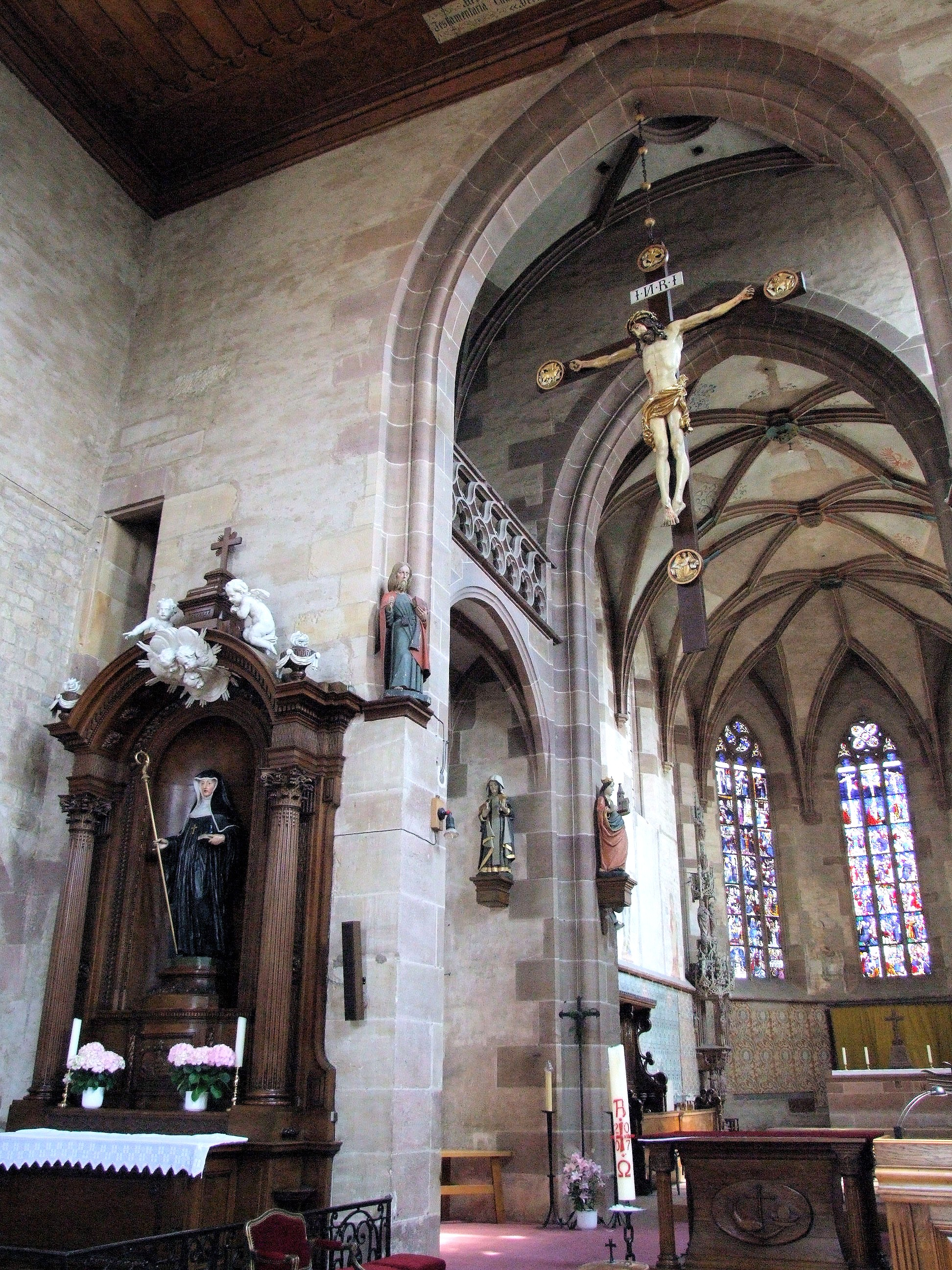
Autel de la nef, travée barlongue et tribune, chœur.

La reconstruction de la nef de l'église a été faite en conservant les murs des collatéraux de l'église construite du début du XIIe siècle et en les surélevant. Ce choix a peut-être été fait pour conserver la mémoire de Frédéric le Borgne, grand bienfaiteur de l'abbaye, et père d'un empereur. Ces murs ont été dégagés lors de la campagne de restauration de 1968-1971 en débouchant les fenêtres initiales des bas-côtés.
L'église a été reconstruite avec un vaisseau unique en rehaussant la toiture. L'église romane était en trois vaisseaux avec bas-côtés.
La particularité de l'église, c'est la longueur du chœur qui comprend trois travées et se termine par un chevet polygonal à cinq pans.
Le chœur et la nef sont séparés par une travée barlongue surmontée du clocher. Cette travée est appuyée côté nord sur une chapelle consacrée aux archanges Michel, Gabriel et Raphaël, ainsi qu'à tous les anges. Les murs de cette travée sont ouverts sur la nef et le chœur par de grandes arcades. Des tribunes ont été établies au nord et au sud dans cette travée qui communiquaient, à l'origine, à un jubé, supprimé au XVIIIe siècle.
Bien qu'on ne possède pas de document donnant le nom de l'architecte, la présence d'une clé de voûte portant une marque qui a été identifiée comme celle du maître maçon souabe Hans Böblinger (de), mort à Esslingen am Neckar en 1482.

## Vitraux
Les trois vitraux de l'abside du chœur sont datés par une inscription au sommet de ces vitraux donnant la date de 1461. Le donateur, le frère de l'abbé Burkhard von Müllenheim, et son blason sont représentés en bas de deux vitraux.
Les trois baies de l'abside représentent :
- baie 1 : Vie de la Vierge (de l'Annonce de l'ange à sainte Anne à la Visitation), l'Enfance et la Vie publique du Christ (de la Nativité au Repas chez Simon) ;
- baie 2 : Passion du Christ ;

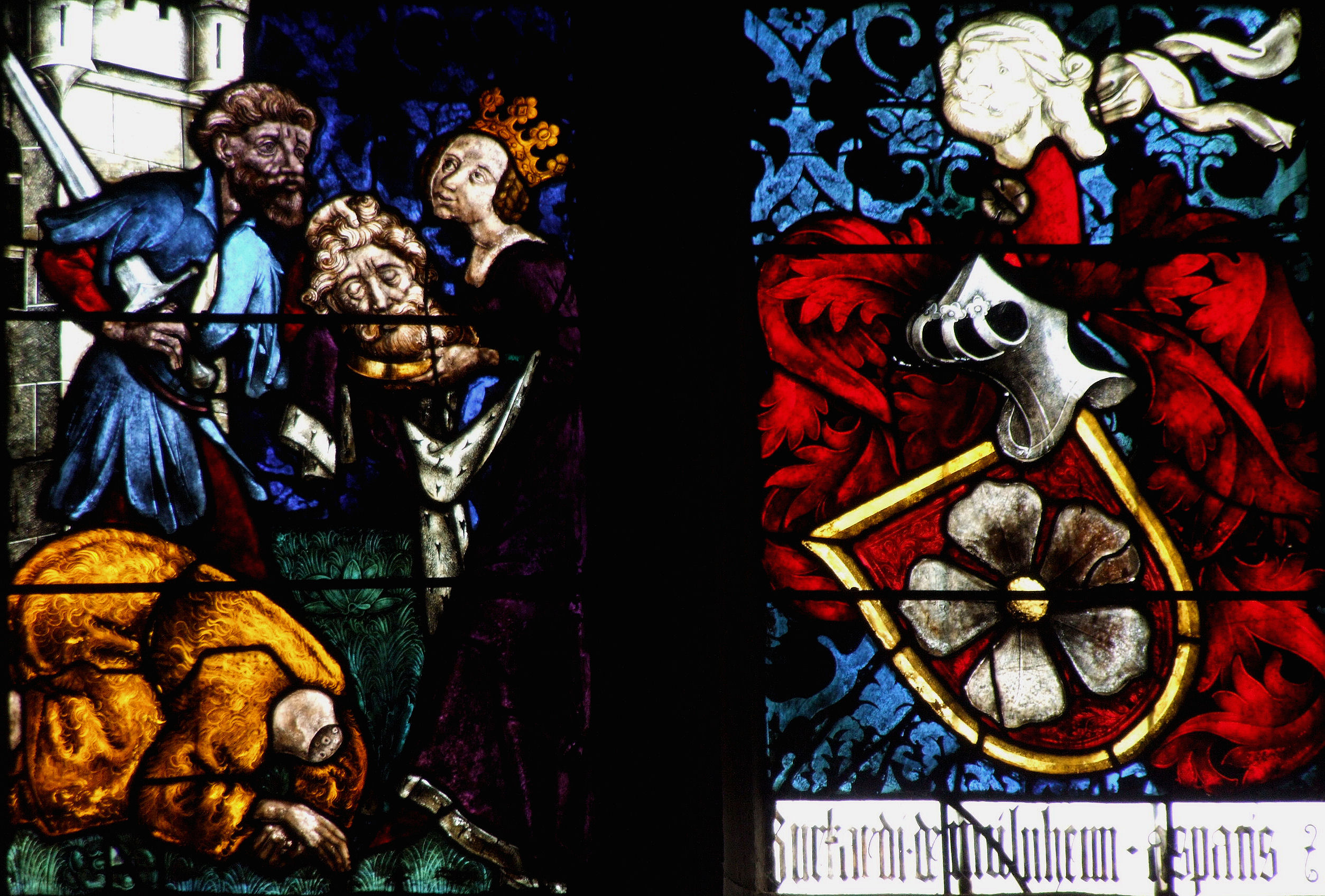
Décollation de saint Jean-Baptiste et écusson des Müllenheim.

- baie 3 : Vie de saint Jean-Baptiste (de l'Annonce de l'ange à Zacharie à la Décollation du Précurseur).

Le style des verrières les rattachent à l'école de Strasbourg. On peut rattacher le panneau représentant sainte Catherine d'Alexandrie à une peinture équivalente du peintre strasbourgeois Jost Haller, réalisée vers 1466. D'autres panneaux se rattachent à certaines peintures du Maître de la Passion de Karlsruhe
Les verrières de Walbourg ont été rattachées au peintre-verrier Peter Hemmel d'Andlau, qui acquiert le droit de bourgeoisie à Strasbourg dès 1447. Il a épousé la veuve du peintre-verrier strasbourgeois Heintz. Sa dernière œuvre connue est une verrière réalisée en 1501 pour l'église Notre-Dame de Thaur, près d'Innsbruck, commandée par l'empereur Maximilien. Cette attribution est discutée. Le Maître de Walbourg est-il Peter Hummel ? Dans cette discussion, les spécialistes rapprochent les verrières de Sainte-Walburge de celles de l'église Saint-Guillaume de Strasbourg.
Certains panneaux semblent plus tardifs et ont dû être réalisés sous l'abbatiat de Peter Schwartz (1479-1519) qui a terminé l'œuvre de son prédécesseur.

Baie 1: Vie de la Vierge
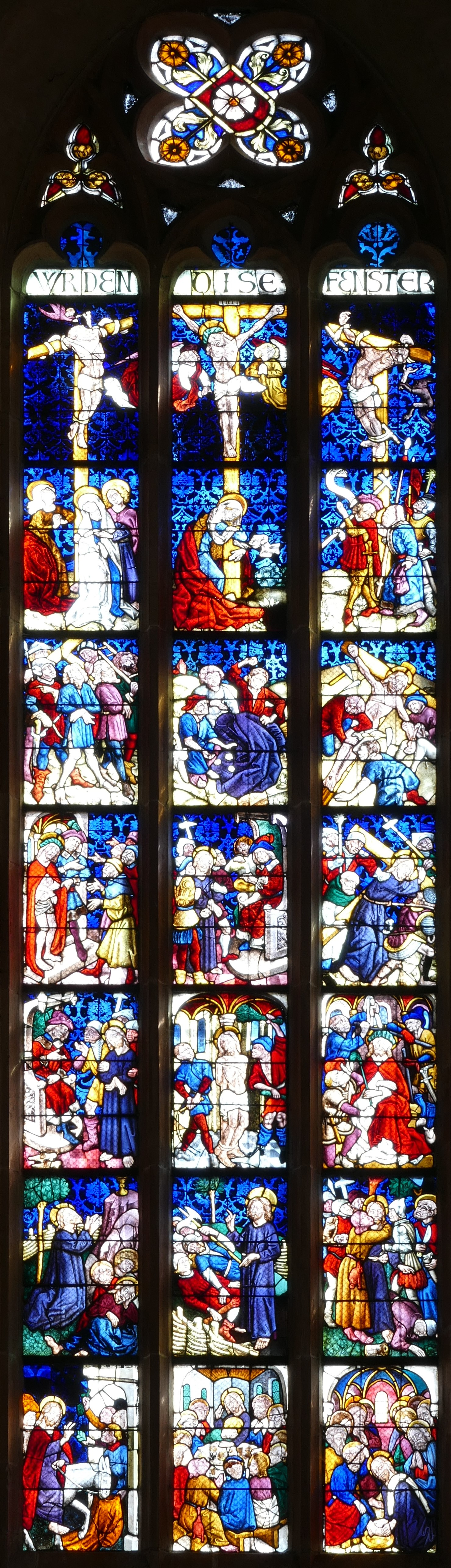
Baie 2: Passion du Christ
Baie 3: Vie de saint Jean-Baptiste
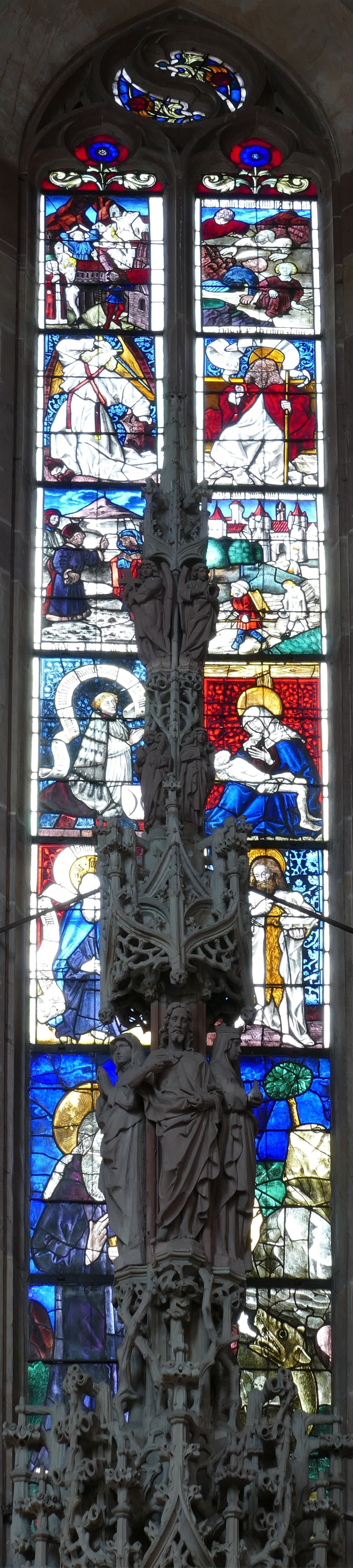
Représentations de saints côté nord
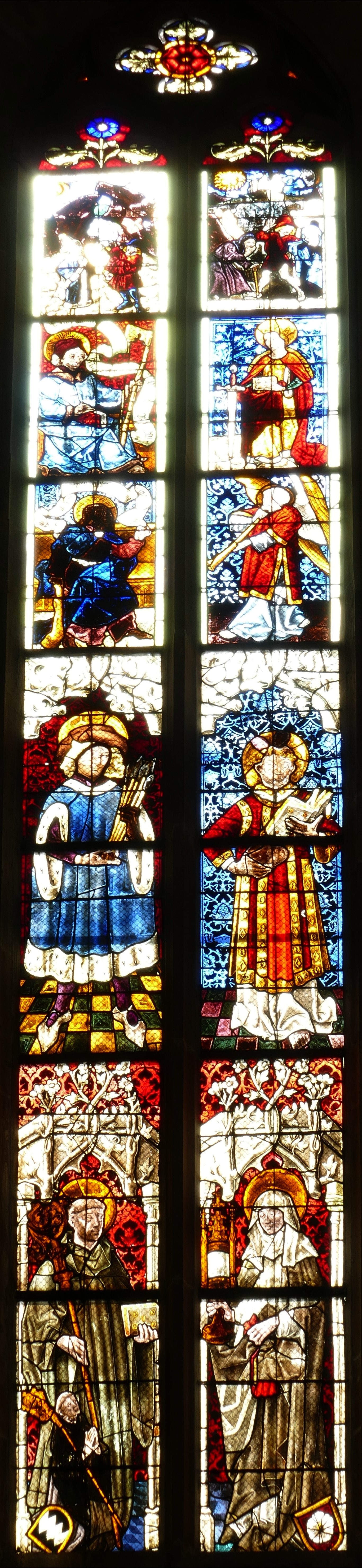
Représentations de saints côté sud

## Orgue
Un nouvel orgue a été construit par le facteur d'orgues Martin Wetzel (1794-1887) en 1832. Il était destiné à l'origine à la cathédrale de Strasbourg. Mais l'Œuvre Notre-Dame l'ayant refusé, il fut finalement mis en place dans l'abbatiale en 1835.

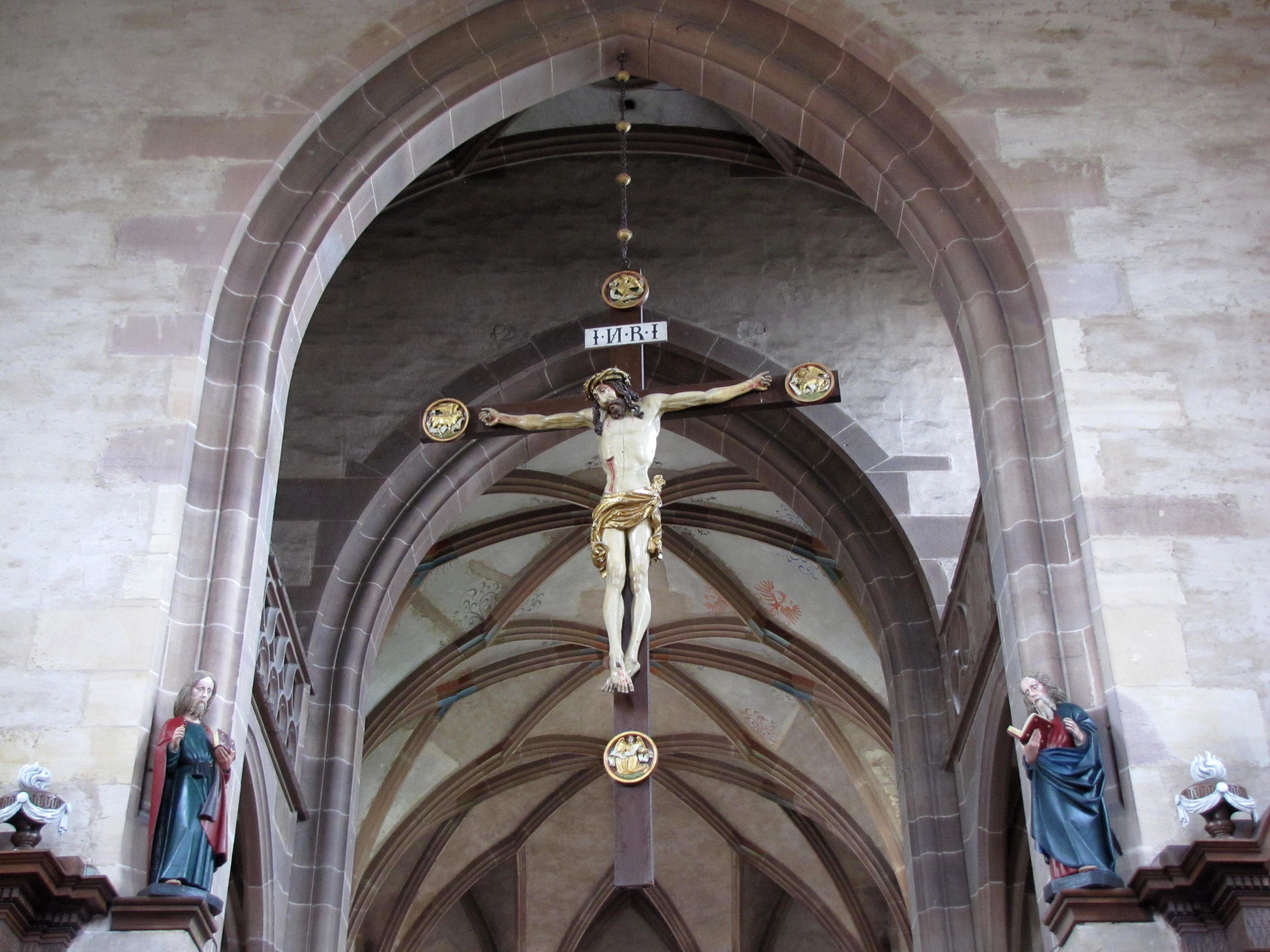
Christ en croix (XVIe) entre saint Jacques et saint Philippe (XVe).
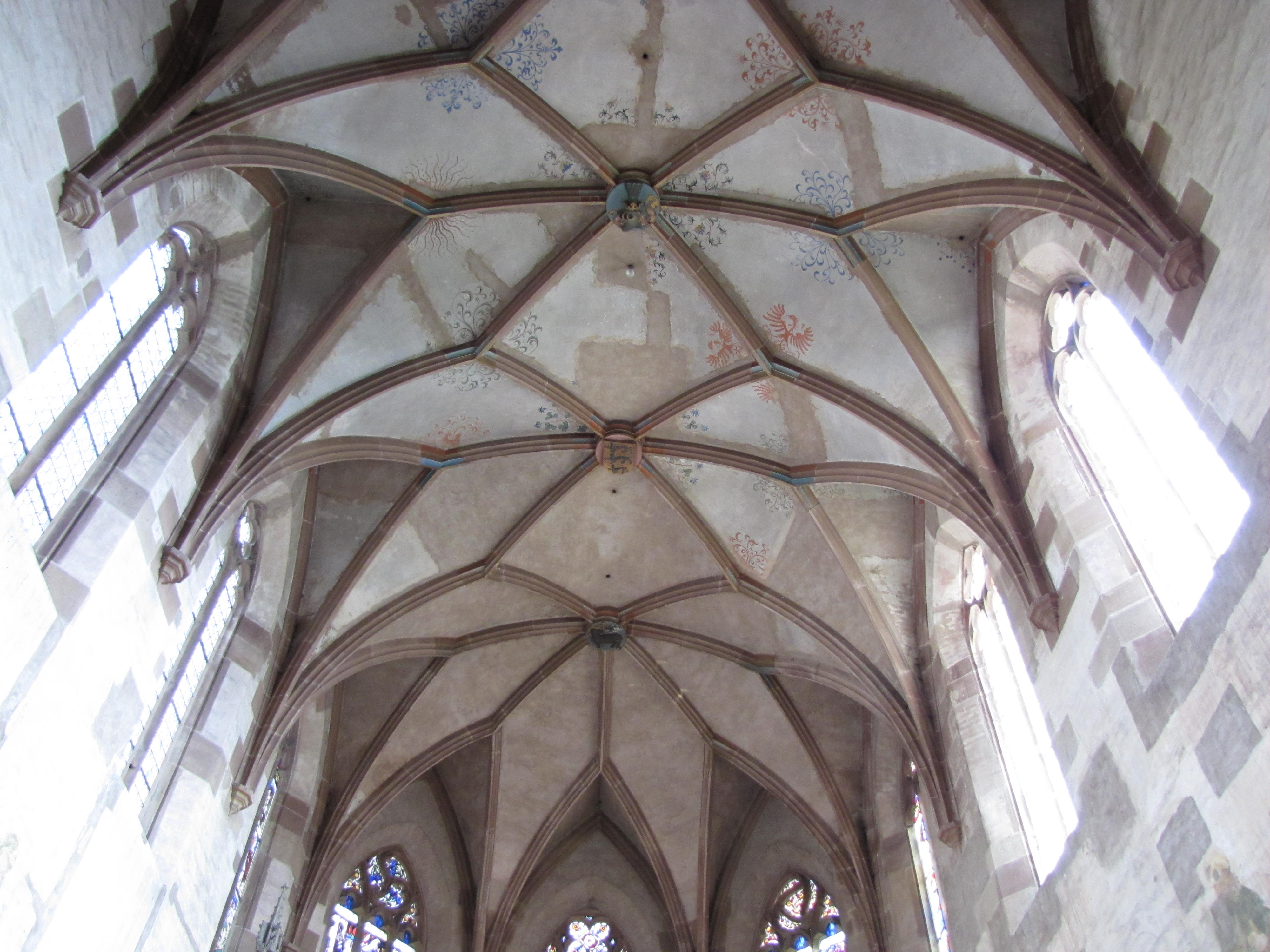
Voûtes gothiques du chœur.
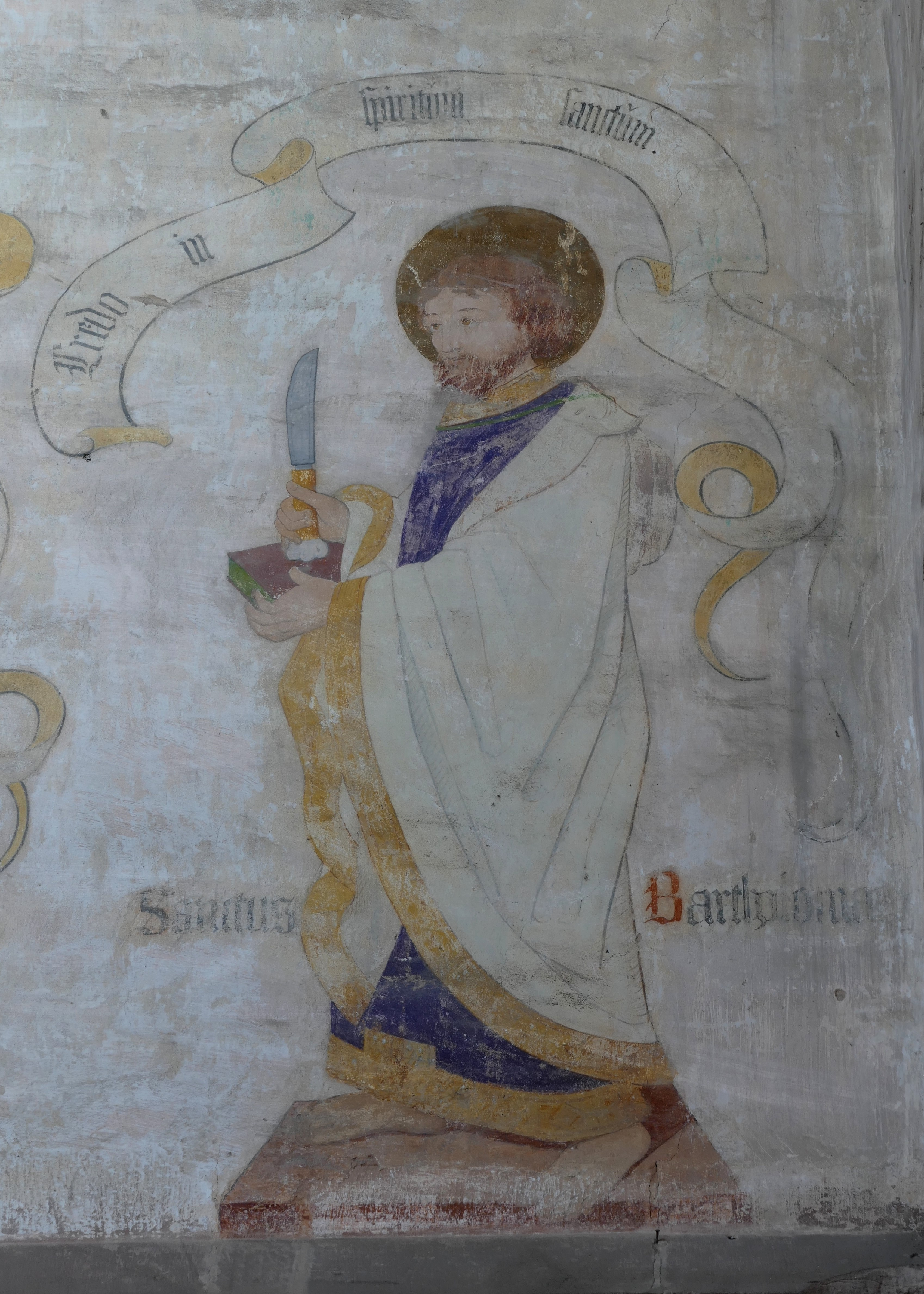
Fresques "Pères de l'Eglise": saint Barthélémy (XVe).
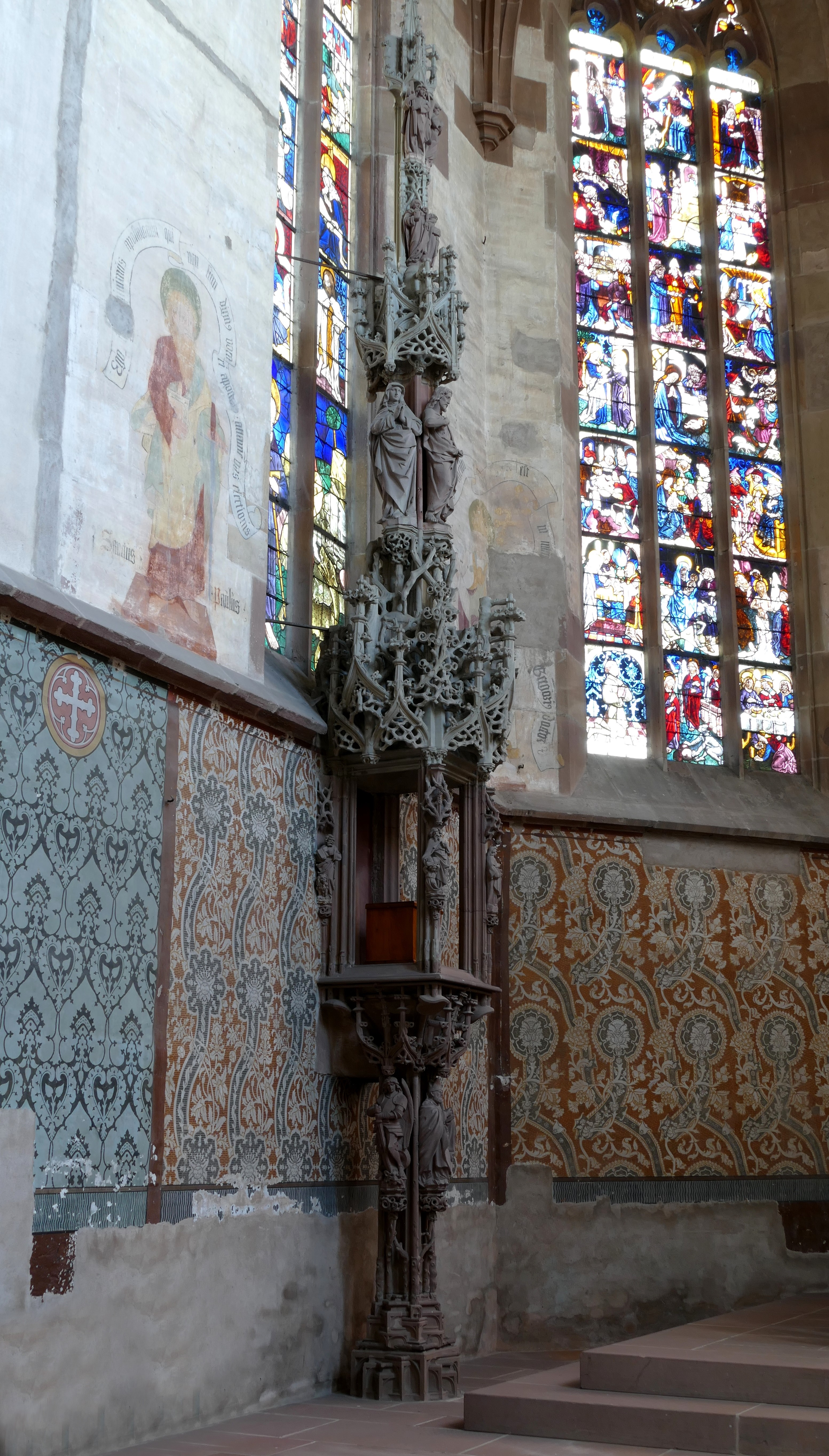
Tour eucharistique gothique (XVIe-XIXe).
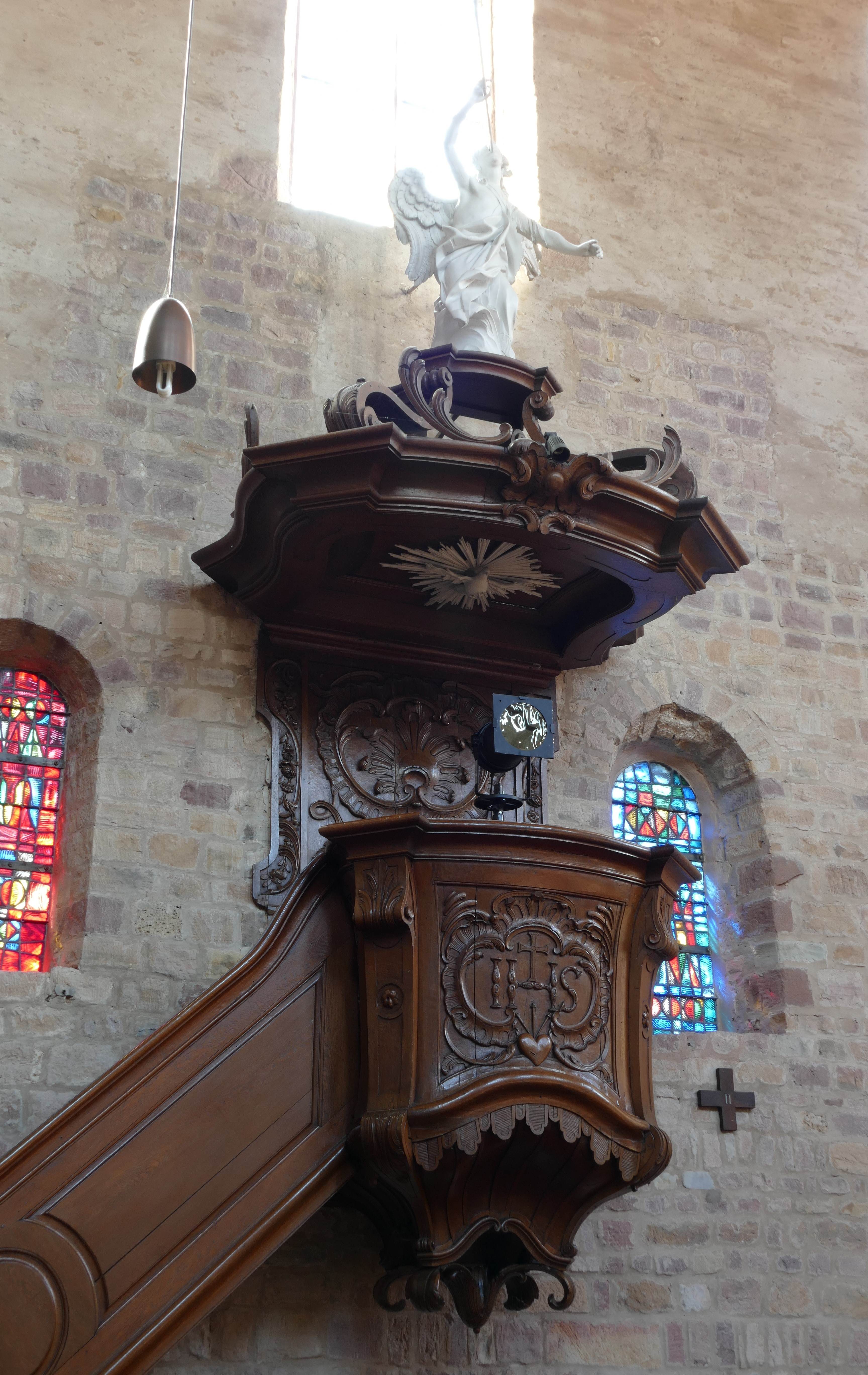
Chaire à prêcher baroque (XVIIIe).
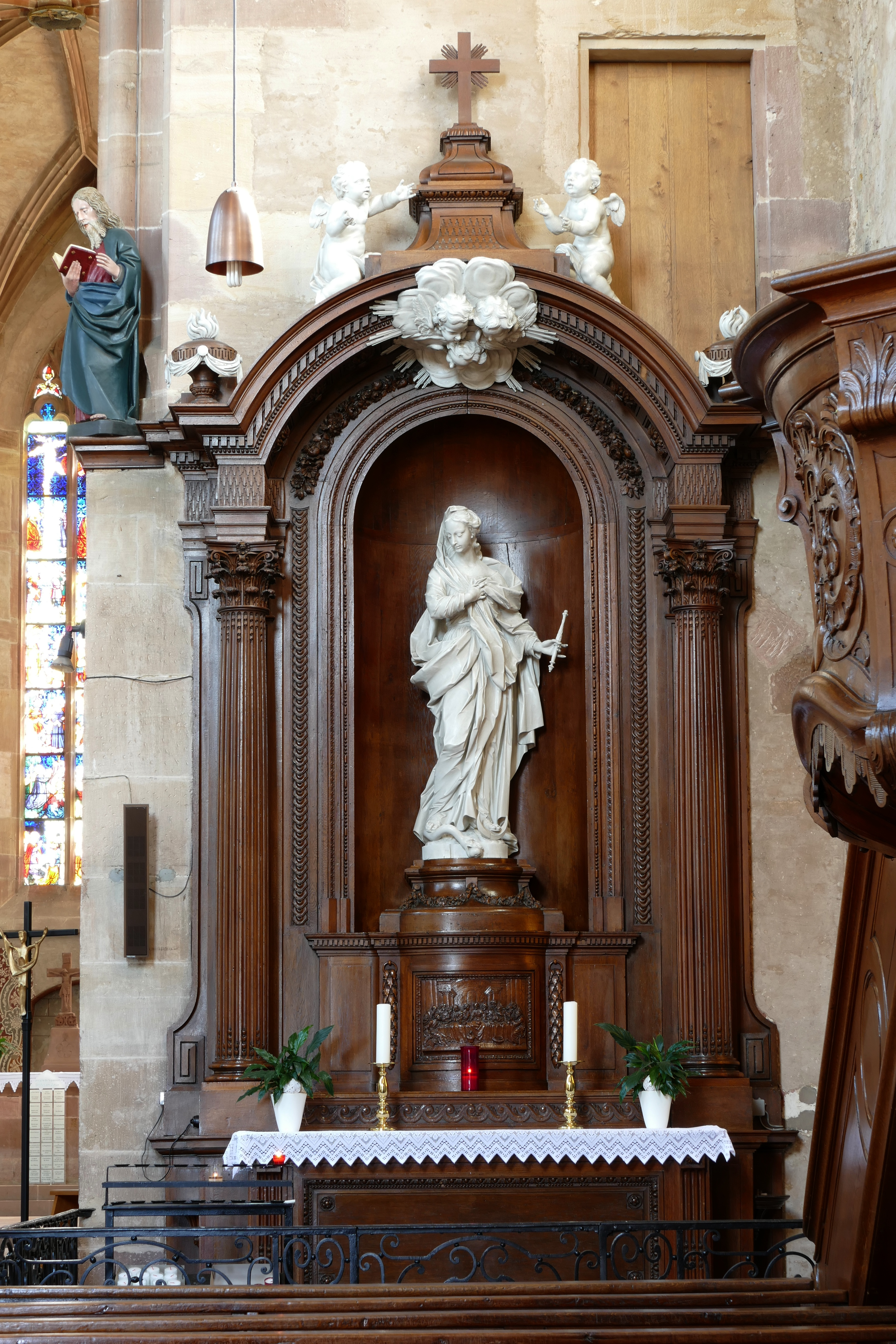
Autel secondaire de la Vierge (XVIIIe).
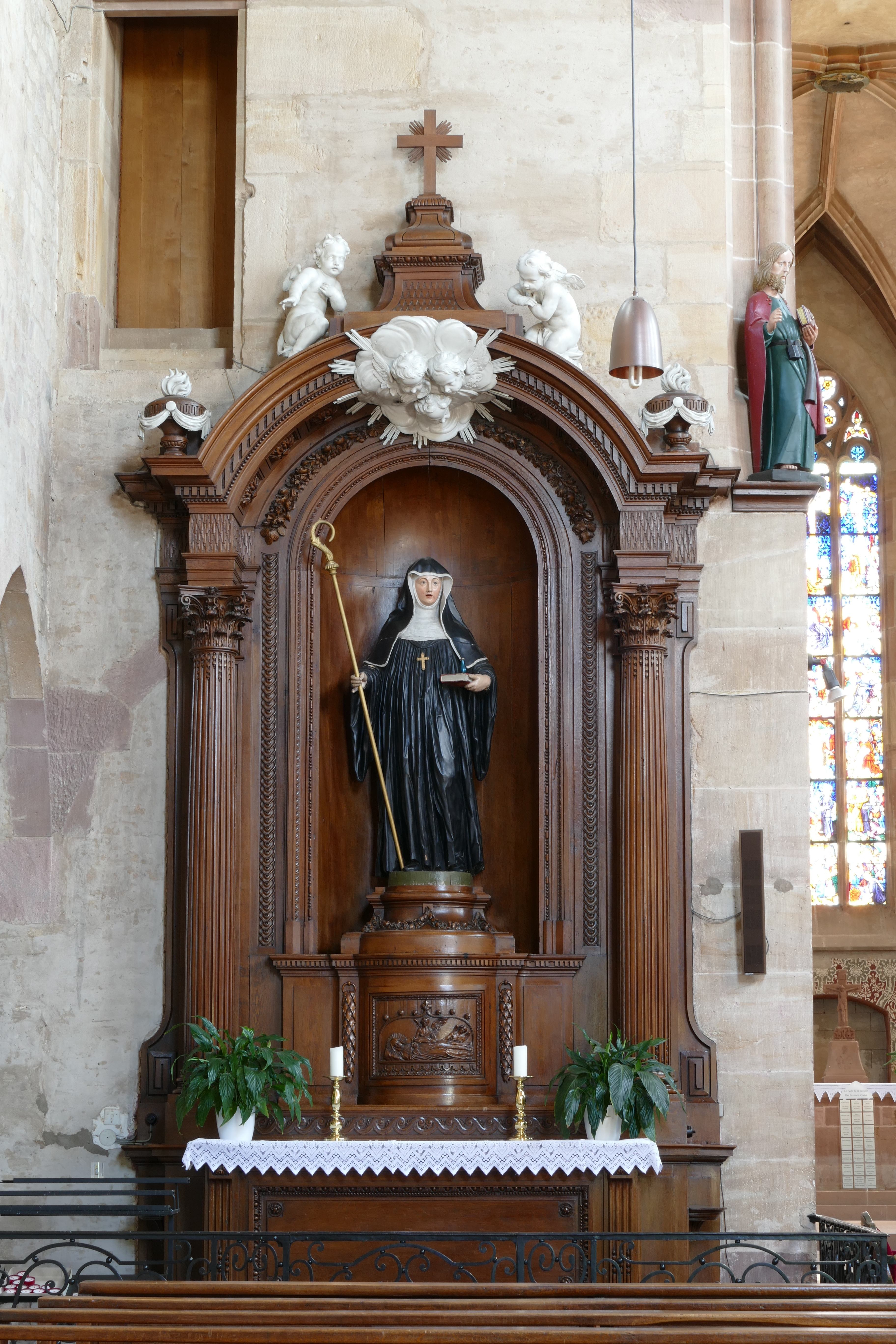
Autel secondaire de sainte Walburge (XVIIIe).
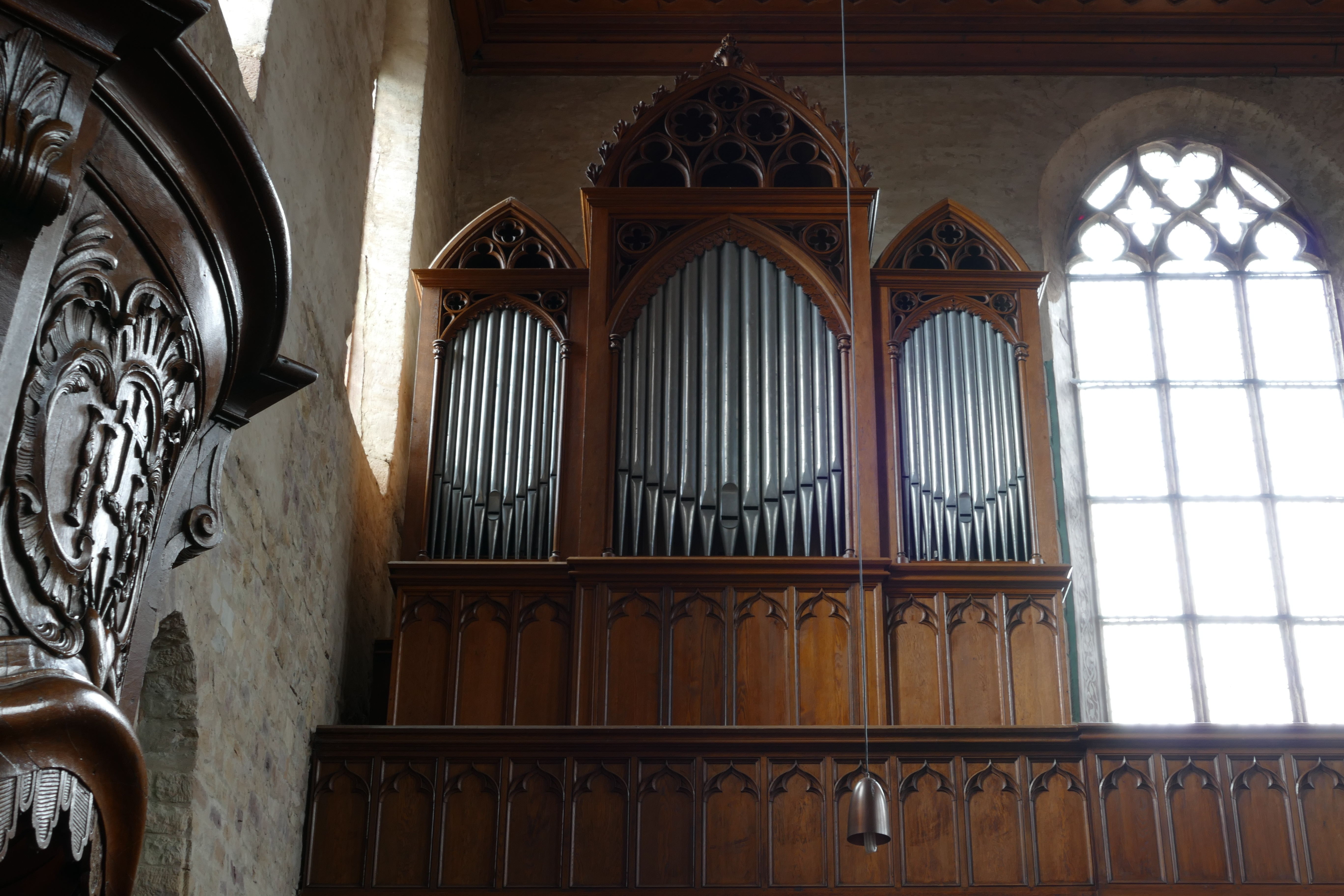
Orgue Wetzel (1832)0
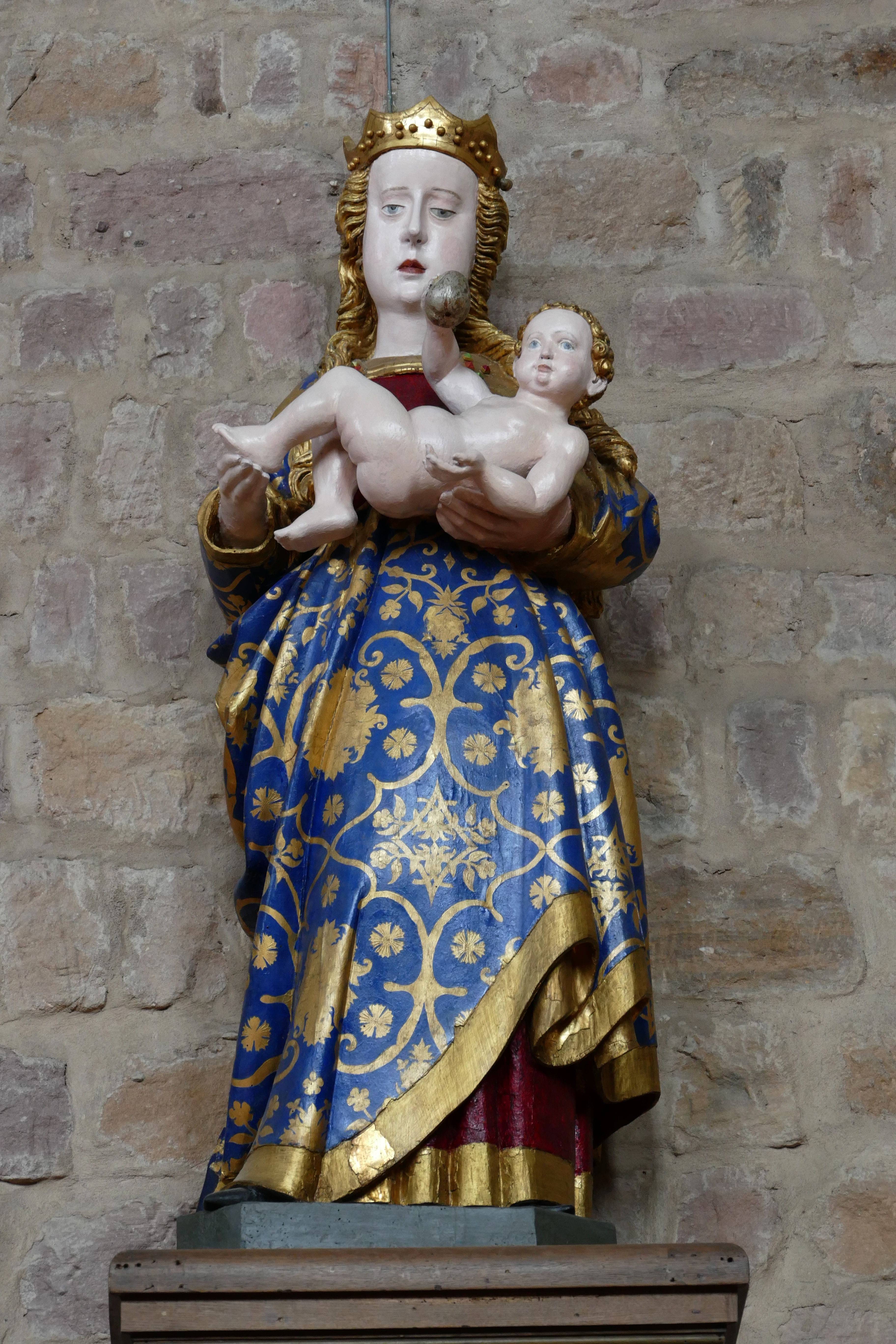
Vierge à l'enfant (1485, Clément de Bade)0